# Ik wed dat ik het kan!
Ik wed dat ik het kan! was een zaterdagavondshow die werd uitgezonden op RTL 4. In dit programma sloten mensen fysieke of mentale weddenschappen af om records te vestigen. In latere uitzendingen konden deze records gebroken worden. Presentatrice Nicolette van Dam ging zelf ook uitdagingen aan.
In het programma kon geld worden gewonnen als de uitdaging slaagde. Als iemand slaagde in de uitdaging, kreeg deze kandidaat 1.000 euro. Vanaf dat moment kon deze kandidaat worden uitgedaagd. Komt er iemand in het programma die denkt dit beter te kunnen en daar ook in slaagt, dan krijgt die weer 1.000 euro. Maar gaat dat mis, dan krijgt de oorspronkelijke recordhouder 500 euro erbij, iedere keer. Overigens is het ook altijd mogelijk om de eigen prestatie te verbeteren.
Op 4 oktober 2009 was er een special die in het teken stond van Werelddierendag. In deze aflevering presenteerde niet Nicolette van Dam, maar Georgina Verbaan voor één keer samen met Carlo Boszhard het programma.
In 2011 kwam het programma terug onder de titel Wedden dat ik het kan op SBS6.